# 九角星
九角星，又稱九芒星，是指一種有九隻尖角，並以九條直線畫成的星星圖形。

## 幾何學
在幾何學中，九角星是邊自我相交的九邊形。
正九角星有兩種，其施萊夫利符號為{9/2}與{9/4}，與所述第二數字差別在繪製九角星時頂點間隔數。
有另一種九角星為，其施萊夫利符號為{9/3}或3{3}，這種九角星雖然由九邊形頂點繪製而成，但是也可看成由三個正三角形組成。（如果這些正三角形相織而成，可以當作Brunnian鍊環來看）這種九角星有時又被稱作歌利亞之星，與{6/2}或2{3}六角星（即大衛王之星）相對應。
| 兩種正九角星內接在正九邊形上 | 第一正九角星 | Regular compound | 第二正九角星 |
| ---------------------------- | ------------ | ---------------- | ------------ |
| K9完全圖                     | {9/2}        | {9/3}或3{3}      | {9/4}        |

## 其他九角星
| 完全星形二十面體擁有2個九角星等角圖形面相。此九角星類似於第二正九角星{9/4}，但其頂點不等距。 | 第四道路與九型人格圖形使用不規則九角星，此九角星由三角形與不規則六角星共同組成。 | 巴哈伊九芒星 |

九角星也被當作九個恩賜或聖靈的果子的象徵。

## 大眾文化
美國重金屬音樂滑結樂團曾使用{9/3}九角星當作樂團象徵。

## 外部連結
- Nonagram -- from Wolfram MathWorld（页面存档备份，存于）